# Notre-Dame-du-Pé
Notre-Dame-du-Pé is een gemeente in het Franse departement Sarthe (regio Pays de la Loire) en telt 313 inwoners (1999). De plaats maakt deel uit van het arrondissement La Flèche.

## Geografie
De oppervlakte van Notre-Dame-du-Pé bedraagt 7,7 km², de bevolkingsdichtheid is 40,6 inwoners per km².
De onderstaande kaart toont de ligging van Notre-Dame-du-Pé met de belangrijkste infrastructuur en aangrenzende gemeenten.

## Demografie
Onderstaande figuur toont het verloop van het inwonertal (bron: INSEE-tellingen).

## Foto's

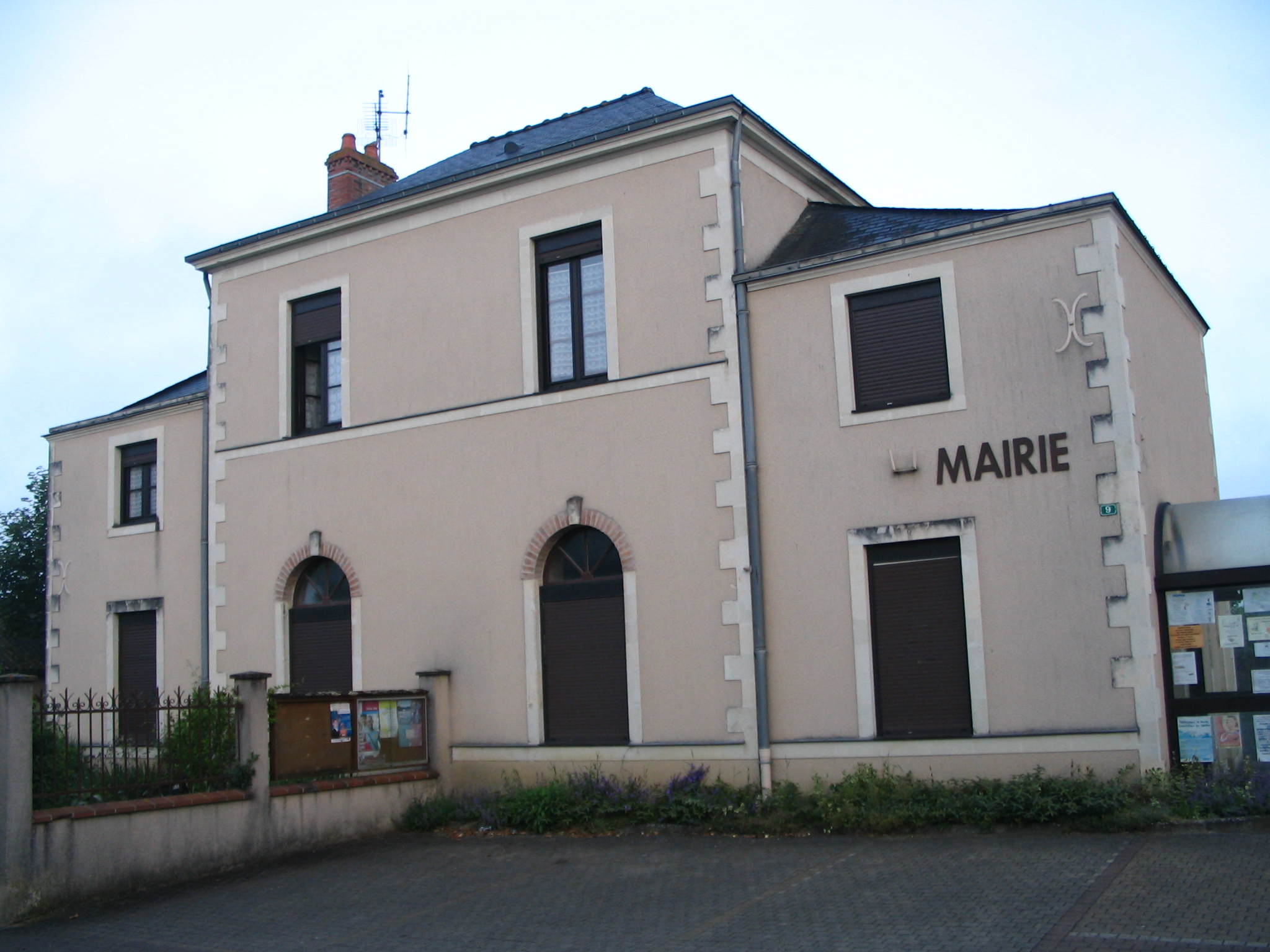
Gemeentehuis
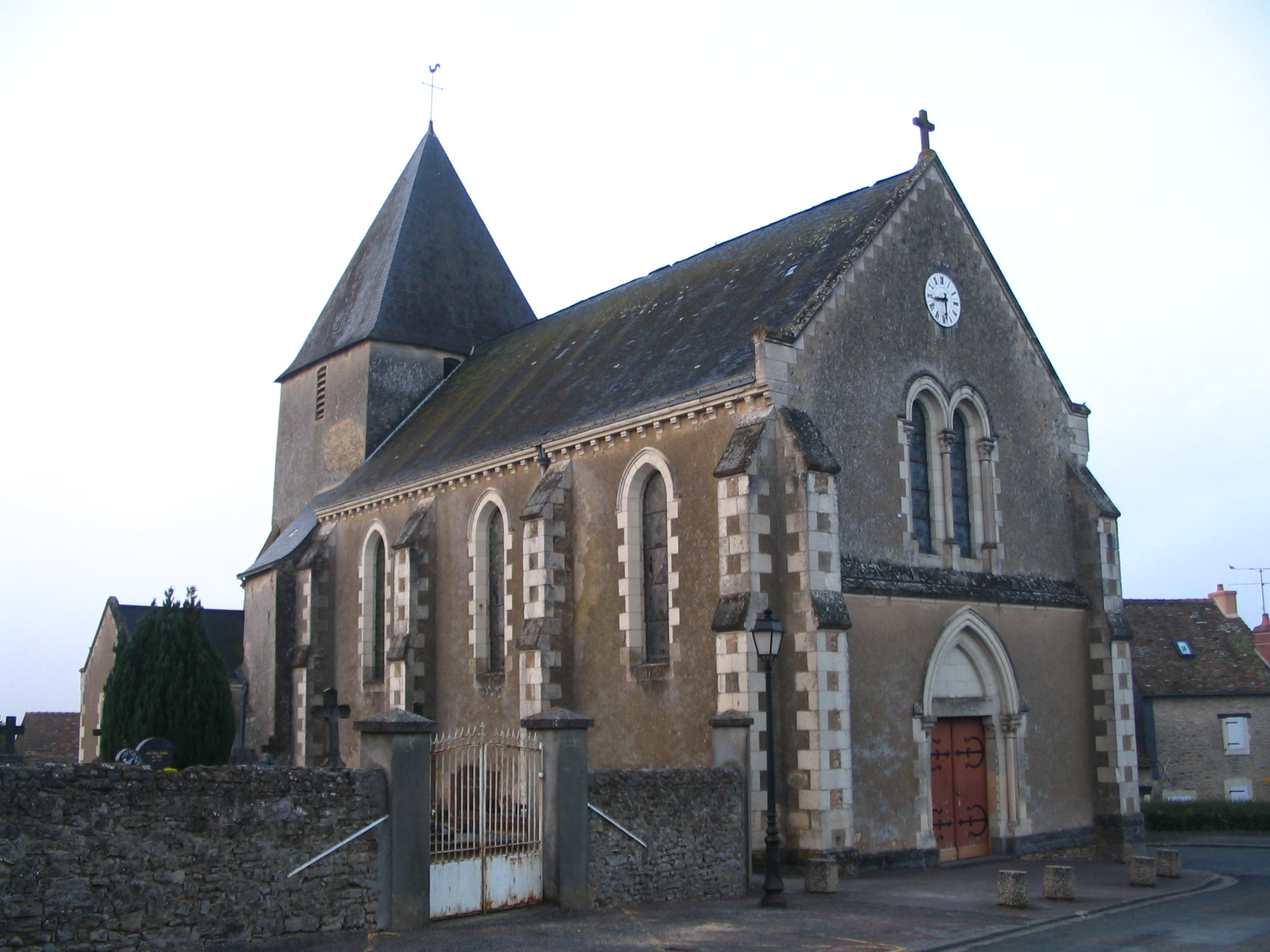
Kerk

1. ↑  Populations de référence 2022.